# Dierama nebrownii
Dierama nebrownii är en irisväxtart som beskrevs av Olive Mary Hilliard. Dierama nebrownii ingår i släktet Dierama och familjen irisväxter. Inga underarter finns listade i Catalogue of Life.